# 영험한 애주가의 전설
영험한 애주가의 전설(La Leggenda Del Santo Bevitore, The Legend Of The Holy Drinker)은 미국에서 제작된 에르마노 올미 감독의 1988년 영화이다. 룻거 하우어 등이 주연으로 출연하였다.

## 출연

### 주연
- 룻거 하우어
- 안소니 퀘일

### 조연
- 샌드린 듀마스
- 도미니크 피뇽
- 세실 파올리

## 제작진
- 원작자: 조셉 로스
- 미술: 지아니 콰란타